# Асикага
Асика́га (яп. 足利市 Асикага-си) — город в Японии, находящийся в префектуре Тотиги. Площадь города составляет 177,82 км², население — 150 207 человек (1 июля 2014), плотность населения — 844,71 чел./км².

## Географическое положение
Город расположен на острове Хонсю в префектуре Тотиги региона Канто. С ним граничат города Сано, Кирю, Ота, Татебаяси и посёлок Ора.

## Население
Население города составляет 150 207 человек (1 июля 2014), а плотность — 844,71 чел./км². Изменение численности населения с 1980 по 2005 годы:
| 1980 | 165 756 чел. |  |
| 1985 | 167 656 чел. |  |
| 1990 | 167 686 чел. |  |
| 1995 | 165 828 чел. |  |
| 2000 | 163 140 чел. |  |
| 2005 | 159 756 чел. |  |

## Символика
Деревом города считается клён, цветком — рододендрон.